# Угренинов, Николай Григорьевич
Николай Григорьевич Угренинов (псевд. Григорьев; 3 июля 1915, Барнаул — 5 мая 1982, Новосибирск) — советский журналист, сценарист, главный редактор общественно-политического вещания Новосибирского телевидения (1966—1976).

## Биография
Родился 3 июля 1915 гола в Барнауле. С 1933 года  был наборщиком, после чего заведовал типографией.
Прошёл службу в армии, затем трудился по партийной и комсомольско линии в печатных органах, работал корреспондентом, руководил отделом областных газет, занимал должности редактора молодёжной газеты «Ойротский комсомолец», секретаря обкома комсомола, заведующего отделом Горно-Алтайского обкома ВКП(б).
Во время Великой Отечественной войны был политическим работником в войсках МВД (до июня 1946). После демобилизации назначен руководителем сектора печати Новосибирского обкома партии.
В 1952 году окончил Новосибирскую областную партийную школу, после чего утверждён заведующим отделом промышленности и транспорта газеты «Советская Сибирь». В 1957 году вступил в Союз журналистов. С 1959 года был внештатным корреспондентом «Вечернего Новосибирска».
С 1960 года — старший редактор Новосибирского комитета по телевидению и радиовещанию, с 1966 — главный редактор общественно-политического вещания студии телевидения. С 1974 года состоял в Союзе кинематографистов.
Участвовал в подготовке телепрограмм по экономике и организации промышленного и аграрного производства. Написал сценарии к телефильмам «Сибиряки работают по-новому» (о работе на станции Московка при Западно-Сибирской железной дороге), «Птицеград» (о механизации яичного производства в Новосибирской области) и т. д.
Основал редакцию молодёжных передач «Наш современник». Делился с молодыми журналистами собственным опытом по созданию телевизионных программ.
Ушёл на пенсию в феврале 1977 года, но и после завершения карьеры поддерживал связь с редакциями телевизионной студии, занимался редактированием материалов и консультированием.

## Награды
Медали «За победу над Германией в Великой Отечественной войне 1941—1945 гг.», «За освоение целинных земель», «Ветеран труда»; благодарности и почётные грамоты Госкомитета СССР по телевидению и радиовещанию.